# Seven Sisters (stacja kolejowa)
Seven Sisters – stacja kolejowa w północnym Londynie, w dzielnicy Haringey. Zatrzymują się tu pociągi brytyjskiego przewoźnika kolejowego National Express East Anglia. Znajduje się tu równocześnie stacja metra na linii Victoria. W systemie londyńskiej komunikacji miejskiej, należy do trzeciej strefy biletowej. Otwarta została 22 lipca 1872 roku.

## Galeria

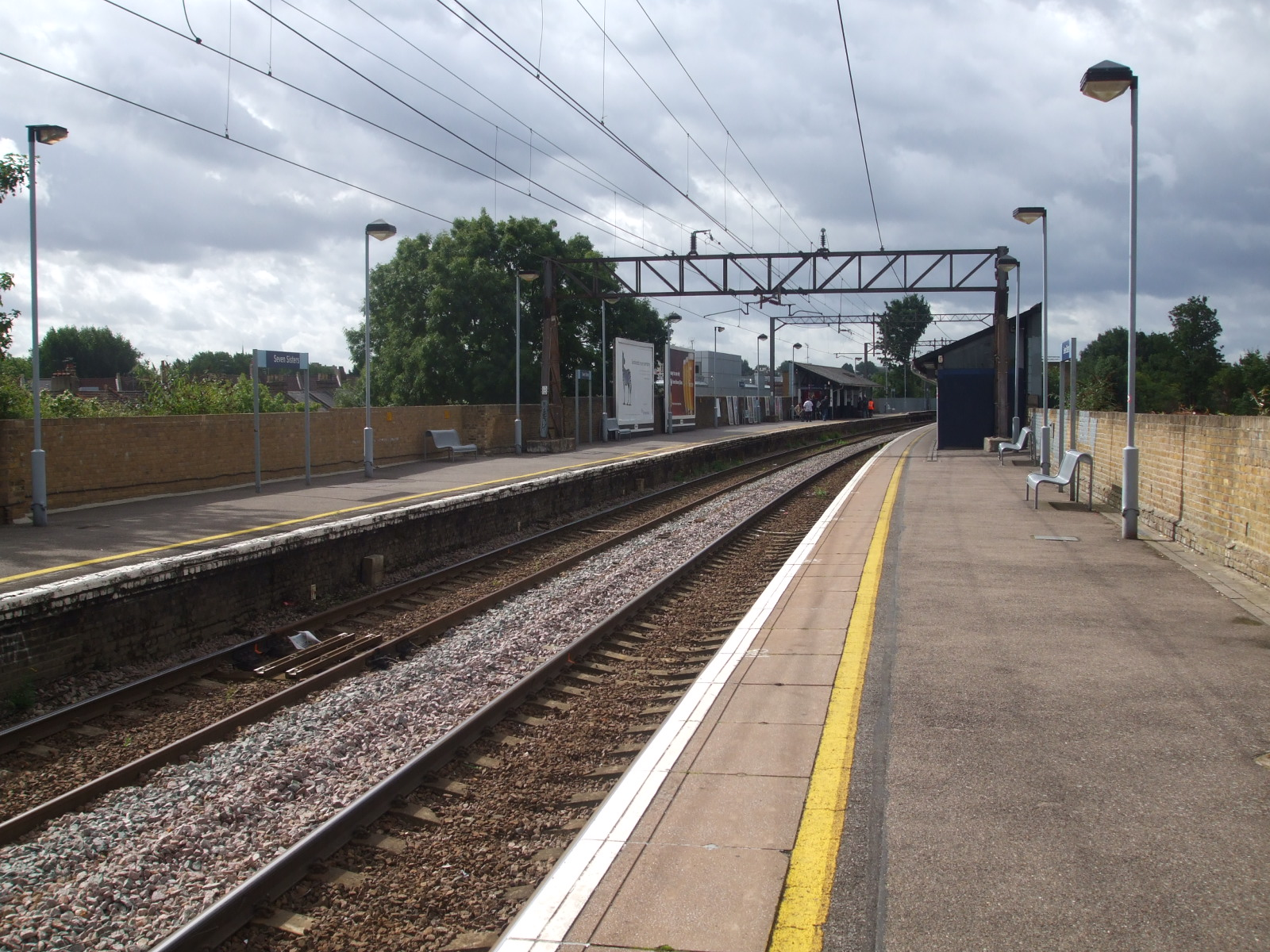
Perony kolejowe
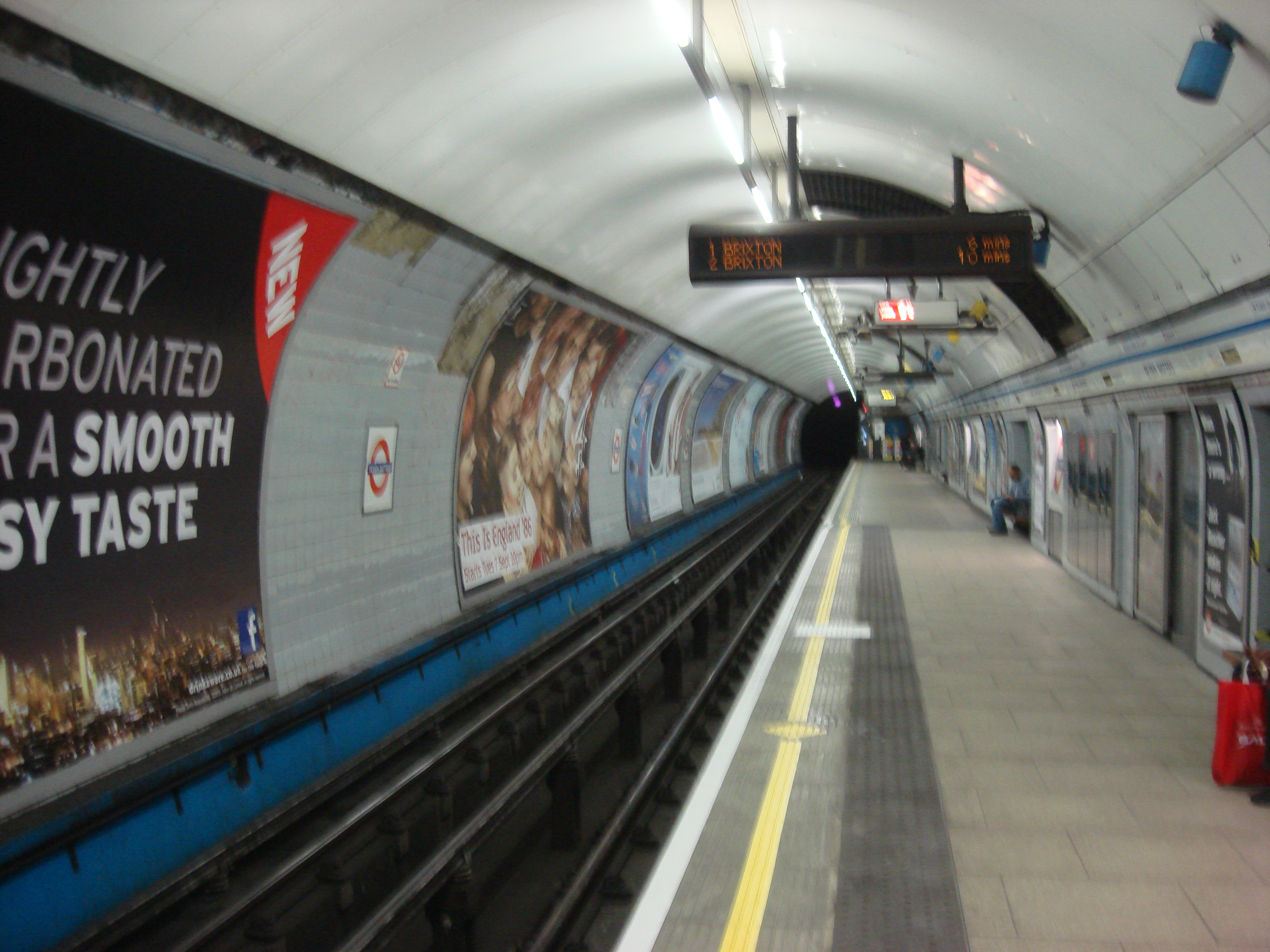
Jeden z peronów metra
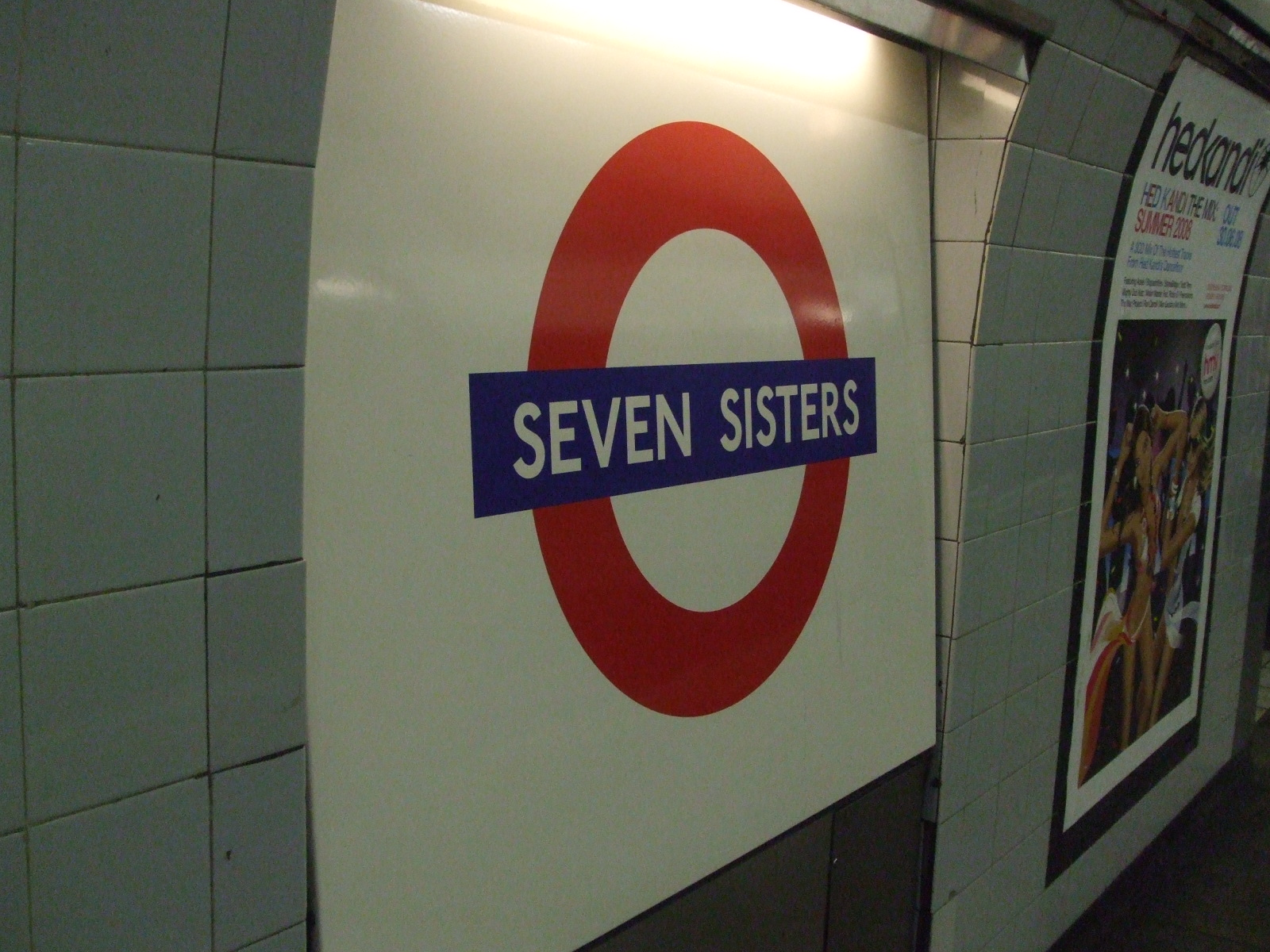
Logo stacji w sieci metra
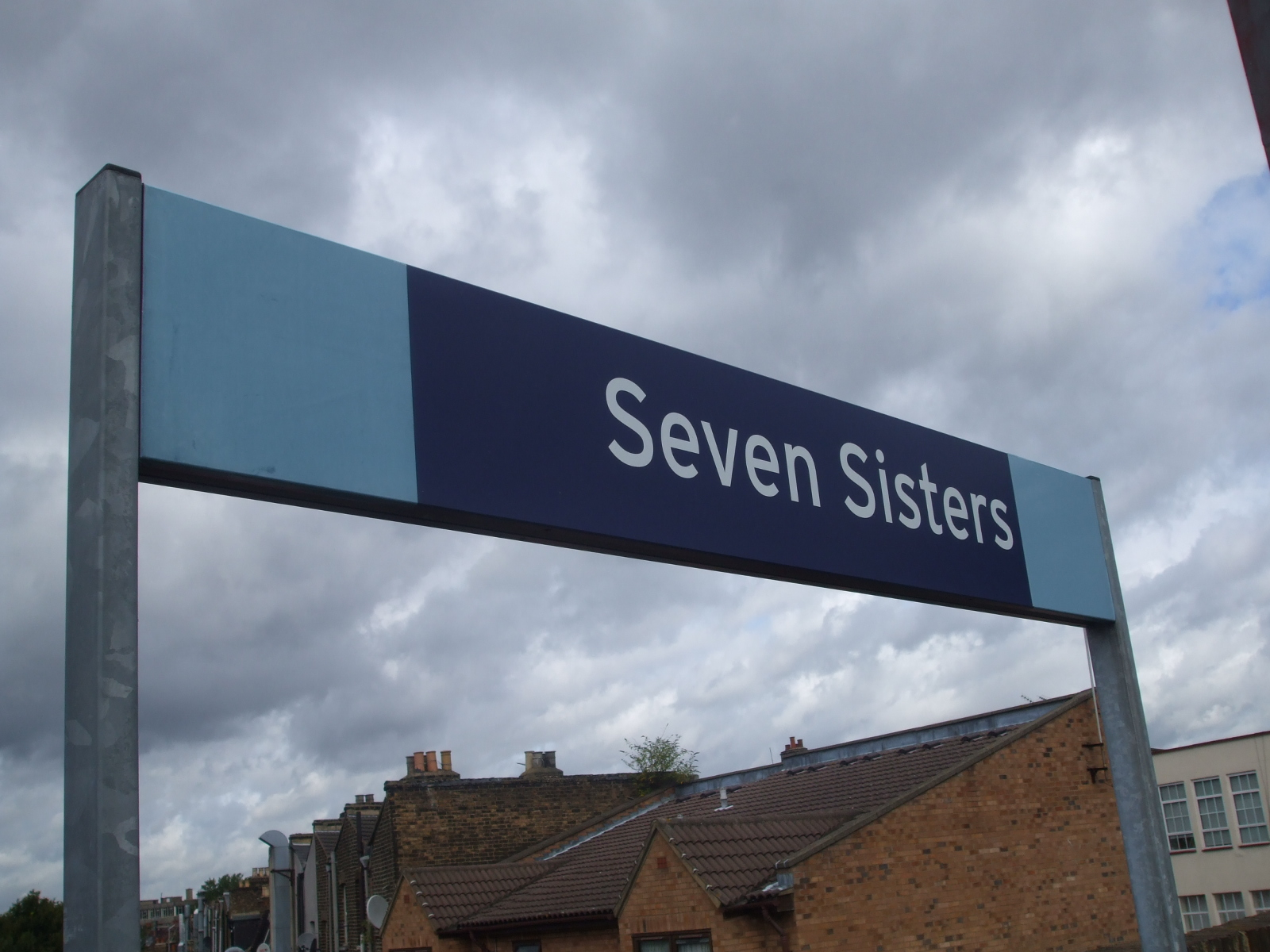
Tablica z nazwą stacji na peronie kolejowym